# Dénucléarisation
Vous pouvez aider à l'améliorer ou bien discuter des problèmes sur sa page de discussion.

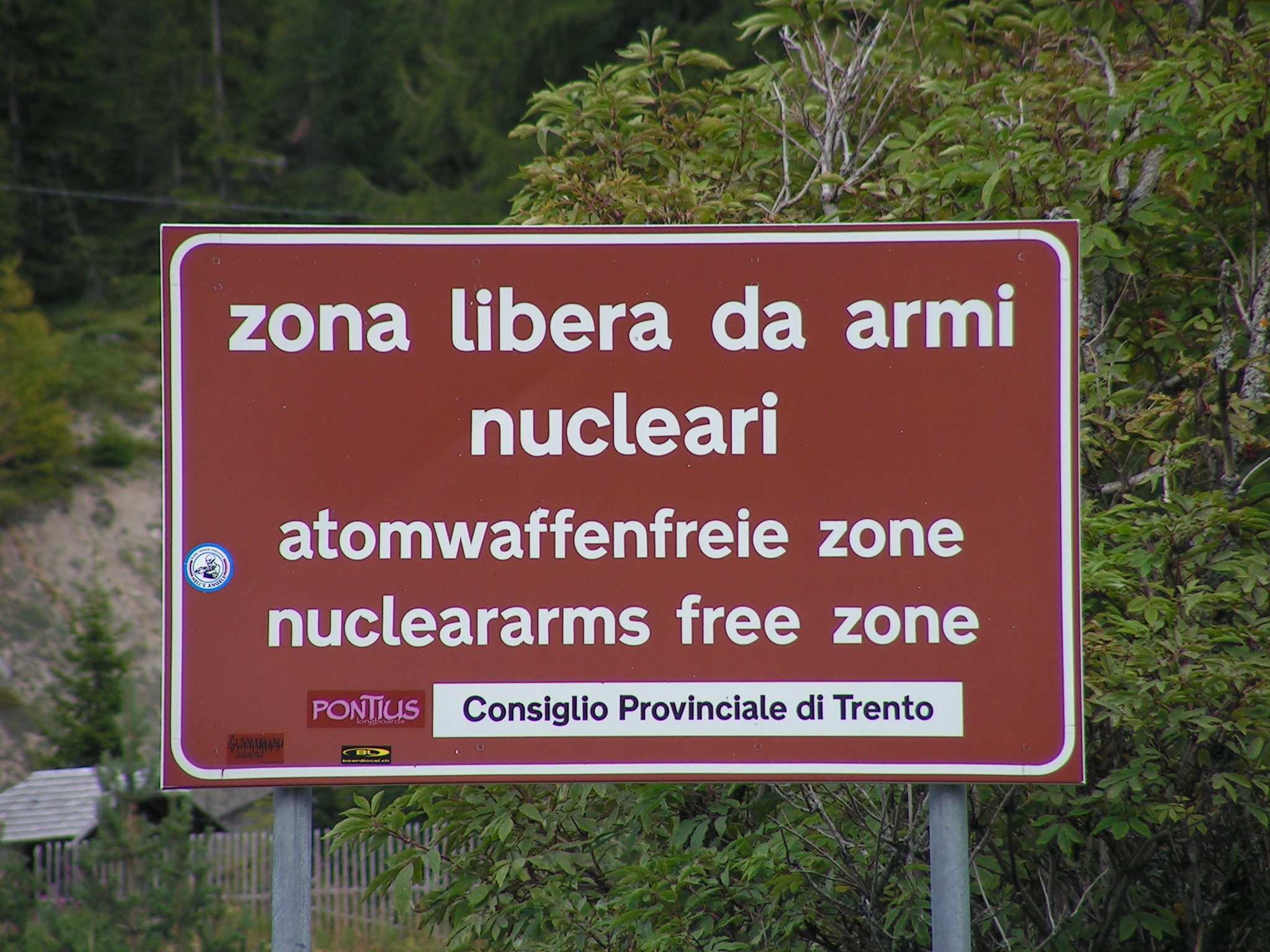
Panneau situé sur la route du col de Costalunga (Italie) affichant "zone sans arme nucléaire" en italien et en anglais.

La dénucléarisation désigne au sens strict l'ensemble des processus visant à réduire, empêcher voire interdire l'utilisation des armes nucléaires,. C'est en ce sens un synonyme de désarmement nucléaire. Elle peut désigner dans un sens plus large les démarches visant à sortir de l'énergie nucléaire; qu'il s'agisse de la production d'énergie ou de l'arme nucléaire,. Elle peut être mise en œuvre dans le civil avec, entre autres, les centrales nucléaires, ou bien dans l'armée avec principalement les missiles nucléaires ou bien les moteurs atomiques.
Les principales motivations de la mise en place de la dénucléarisation sont la protection des populations au vu du danger que représente le nucléaire (accidents nucléaires...), et le coût que celui-ci engendre pour son entretien (dans l'armée : missiles et moteurs nucléaires coûtent cher). La dénucléarisation n'est pas toujours une démarche volontaires et peut être un processus imposé à un pays par d'autres pour des considérations géopolitiques.

## Exemples de dénucléarisation
Un exemple connu est celui de l'Allemagne qui, après la catastrophe de Fukushima de 2011, a accéléré son processus de dénucléarisation civile en fermant ses centrales nucléaires. Ce processus avait été entamé dès les années 2000 et s'est achevé le 15 avril 2023 avec la fermeture des 3 dernières centrales encore en activité.
L'Ukraine a dû abandonner son propre arsenal nucléaire à la suite de son indépendance, sous la pression de la Russie et des États-Unis. Cet arsenal était alors le 3e le plus important au monde (1500 ogives nucléaires). Plusieurs accords sont ainsi signés entre 1991 et 1998 pour démanteler progressivement l'arsenal nucléaire ukrainien. Plus tard la même année, sont signés les memoranda de Budapest, qui accordent des garanties pour l'intégrité et la souveraineté territoriale de trois anciennes républiques soviétiques (la Biélorussie, le Kazakhstan, l'Ukraine)  en échange de leur ratification du traité sur la non-prolifération des armes nucléaires (TNP).